# Т-72: Балкан у пламену
Т-72: Балкан у пламену! (рус. Т-72: Балканы в огне!), је руска рачунарска игрица из 2004. године, и припада жанру симулације вожње тенка. Дизајнирана је од стране IDDK/Crazy House, и објављена од стране компаније Бетлфронт (Battlefront.com).

## Радња
Радња игрице је смештена у време ратова на простору бивше Југославије. Играч је руски добровољац који се као тенкиста бори на страни Српске војске Крајине. Играч може да користи Т-72, Т-55 и Т-34, и да буде на различитим позицијама у тенку (возач, нишанџија, митраљезац, командант).